# Нюелтин
Езерото Нюелтин (на английски: Nueltin Lake) е 4-то по големина езеро в канадската територия Нунавут. Площта му, заедно с островите в него е 2279 км2, която му отрежда 21-во място сред езерата на Канада. Площта само на водното огледало без островите е 2033 км2. Надморската височина на водата е 278 м.
Езерото се намира в югозападната част на канадската територия Нунавут, а малка част от южната му половина попада в провинция Манитоба. Дължината му от север на юг е 144 км, а максималната му ширина от запад на изток – 38 км.
Нюелтин има изключително силно разчленена брегова линия, с безбройни заливи, полуострови, протоци и острови с площ от 246 км2.
Площта на водосборния му басейн е около 27 000 км2, като през езерото от юг на север протича река Тлевиаза, вливаща се в Хъдсъновия залив.
В превод от езика на местните индианци чипеуейн Нюелтин значи „езеро на спящия остров“. През краткия летен сезон езерото се посещава от стотици от любители на лова и риболова.
Нюелтин е открито от Самюъл Хиърн, служител на компанията „Хъдсън Бей“, занимаваща се с търговия на ценни животински кожи през 1771 г. и на издадената по-късно от него карта е записано под името Айлънд.
На картата поместена в книгата (в превод от английски: „Пътешествието на Александър Маккензи от Монреал през континента Северна Америка“) на Александър Маккензи, отпечатана в Лондон през 1801 г. езерото е отбелязано като Нортлайн.
Въпреки че на северния край на езерото още в началото на XIX в. възниква търговско селище (фактория) за изкупуване на ценни животински кожи езерото остава неизследвано чак до 1947 г., когато се провежда мащабна канадска топографска експедиция (1947-1950) в района, която му извършва първото топографско заснемане и картографиране.